# Estación Ringuelet
Ringuelet es una estación ferroviaria de la localidad homónima, partido de La Plata, Provincia de Buenos Aires, Argentina.

## Servicios
Es una estación intermedia del servicio eléctrico metropolitano de la Línea General Roca desde la Estación Plaza Constitución a la estación La Plata.
La tercera plataforma de la estación expedía trenes a Coronel Brandsen. No circulan servicios regulares desde la década de 1980, y  desde principios de la década de 1990 no recibe tráfico de ningún tipo.

## Ubicación e Infraestructura
Posee tres andenes, 2 que corresponden al servicio eléctrico Constitución - La Plata, y 1 para el ramal a Coronel Brandsen, que no presta servicio desde 1990. Los dos andenes activos han sido elevados para adaptarlos al servicio eléctrico. También cuenta con un pequeño cabín para controlar el empalme entre el ramal Constitución - La Plata y el ramal a Brandsen.
Como consecuencia de la instalación del servicio eléctrico, se construyó un viaducto homónimo sobre el arroyo El Gato, reemplazando al viejo terraplén.

## Historia
Fue habilitada como parada facultativa y cargas el 13 de 
marzo de 1886 como parte del ramal construido por el Ferrocarril Oeste de Buenos Aires, empresa de propiedad del Estado provincial, que vinculaba Tolosa con la estación del FCS Ferrari (hoy Coronel Brandsen) que enlazaba la nueva capital provincial con el Ferrocarril del Sud. El 1 de enero de 1889 se la vincula a la línea de La Plata a empalme Pereyra (hoy Villa Elisa). Pasó a integrar la red del Ferrocarril de Buenos Aires y puerto de la Ensenada cuando arrendo en 1890 y en 1891 compró, la mayoría de la red del Ferrocarril Oeste en La Plata y sus cercanías. En 1898 la red del BAPE fue adquirida por el Sud. 

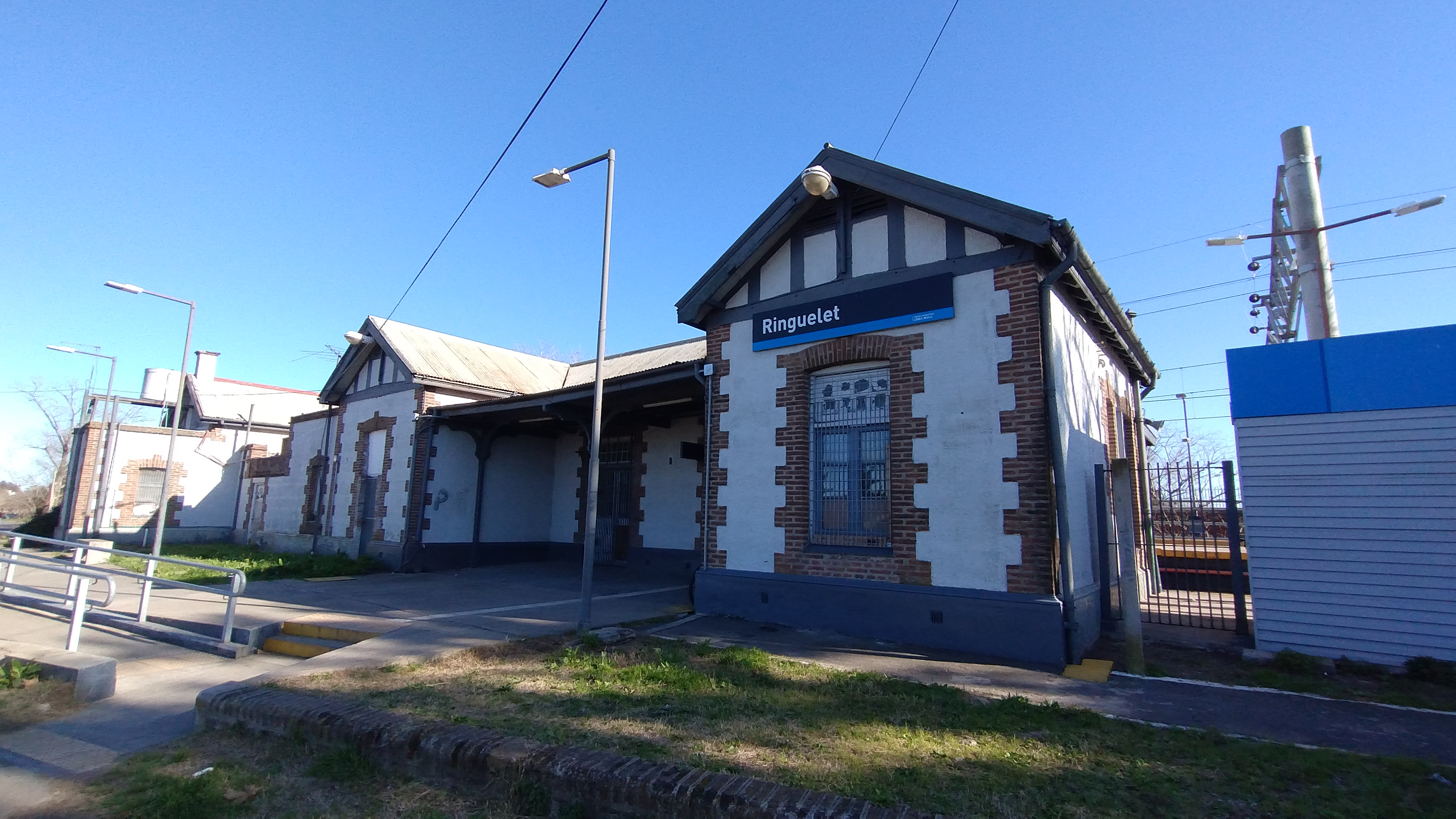
Fachada de la estación Ringuelet.

Su nombre se debe a Auguste Ringuelet, ingeniero francés que participó en la construcción de numerosos ramales ferroviarios en la Argentina, gerente del Ferrocarril Oeste y miembro fundador y primer vicepresidente de la Sociedad Científica Argentina. Al nacionalizarse los ferrocarriles en 1946, y con la reorganización de los servicios, pasó a formar parte de la red del Ferrocarril General Roca.

## Diagrama
| Plataforma Norte |                                                                           |
| Vía 1            | Trenes a La Plata provenientes de Constitución (próxima Tolosa)           |
| Vía 2            | Trenes a Constitución provenientes de La Plata (próxima Manuel B. Gonnet) |
| Plataforma Sur   |                                                                           |